# Jurament del Faisà

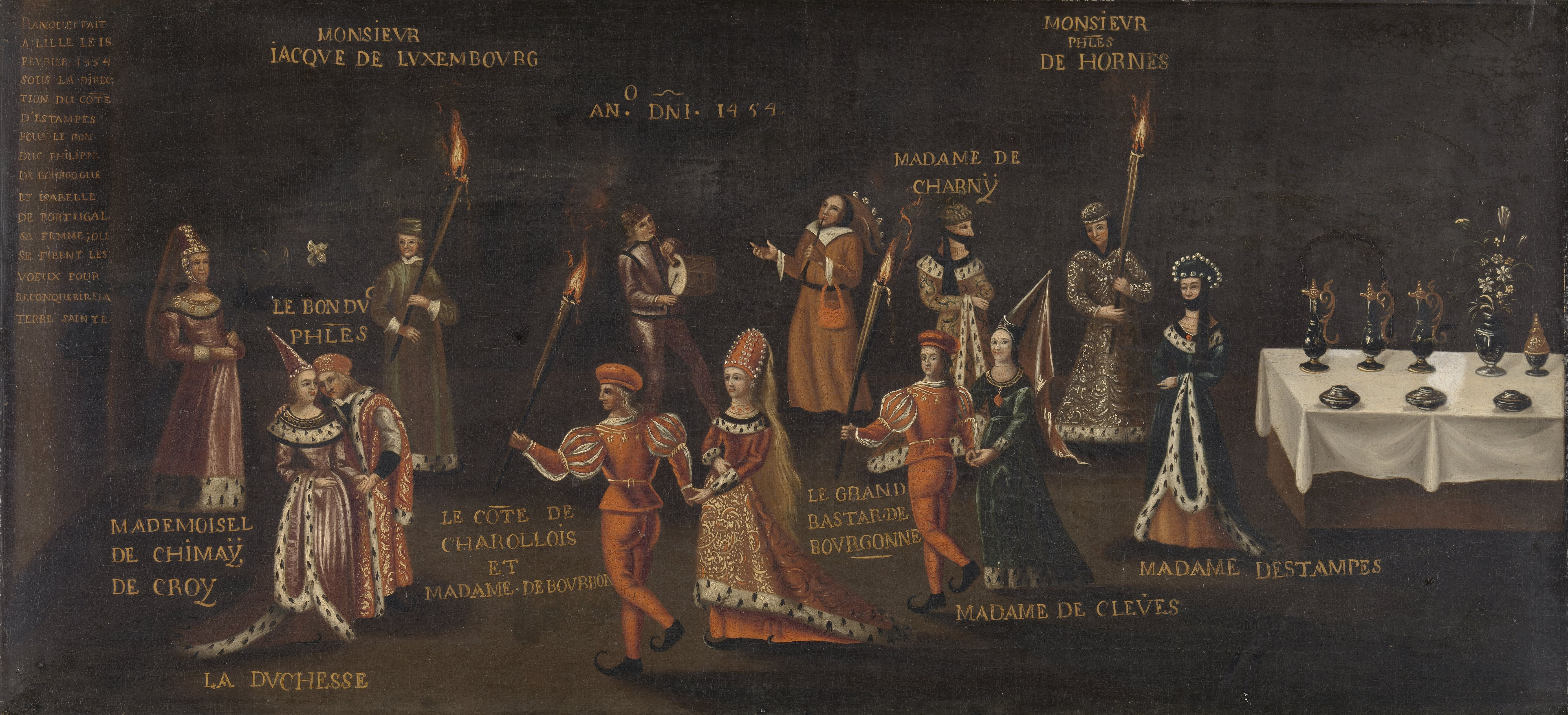
El Jurament del Faisà (anònim)

El Jurament del Faisà fou un jurament formulat per Felip el Bo, duc de Borgonya, i la seva cort durant el Banquet del Faisà celebrat a Lilla el 17 de febrer del 1454. Els participants prometeren alliberar Constantinoble, que havia estat conquerida pels turcs l'any anterior.
Aquest jurament cristià d'impulsar una croada, que mai no es complí, era una versió del ritual pagà pel qual els participants es comprometien a dur a terme una empresa sobre un animal que seguidament es repartien en un àpat. El banquet se celebrà poc abans de la Dieta Imperial de Ratisbona sobre Turquia, que també quedà en lletra morta. Així doncs, no es produí cap croada. Malgrat el fracàs de la iniciativa, el jurament de Felip sembla haver estat sincer. La seva diplomàcia fou molt activa en aquest tema. A més a més, el duc reuní diners per reclutar tropes i armar naus i fins i tot sembla que volia participar personalment en la croada. Efectivament, el gener del 1464 convocà els estats generals per organitzar el govern durant la seva absència.